# Streblosa leiophylla
Streblosa leiophylla är en måreväxtart som beskrevs av Cornelis Eliza Bertus Bremekamp. Streblosa leiophylla ingår i släktet Streblosa och familjen måreväxter. Inga underarter finns listade i Catalogue of Life.